# Ambasadorowie Stanów Zjednoczonych w Wielkiej Brytanii
Pierwsi amerykańscy reprezentanci w Londynie (John Adams, James Monroe) musieli znosić wiele szykan ze strony Brytyjczyków niemogących przeboleć przegranej wojny z kolonistami (1776–1783). W 1814 wybuchła wojna brytyjsko-amerykańska, jednak do połowy XIX wieku oba kraje rozwiązały większość spornych spraw takich jak przebieg granicy USA z Kanadą.

## Galeria portretów

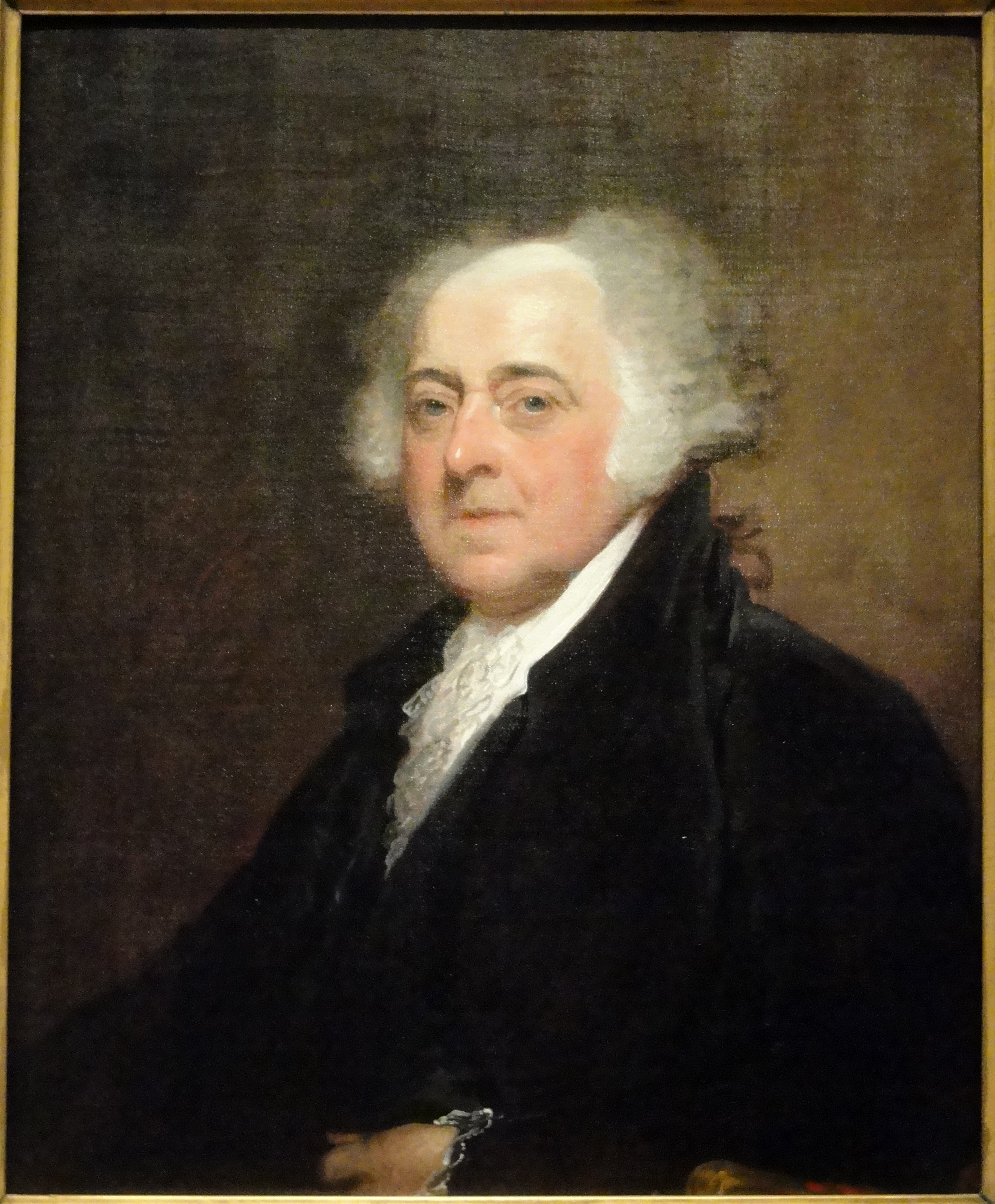
John Adams (1785-1788)
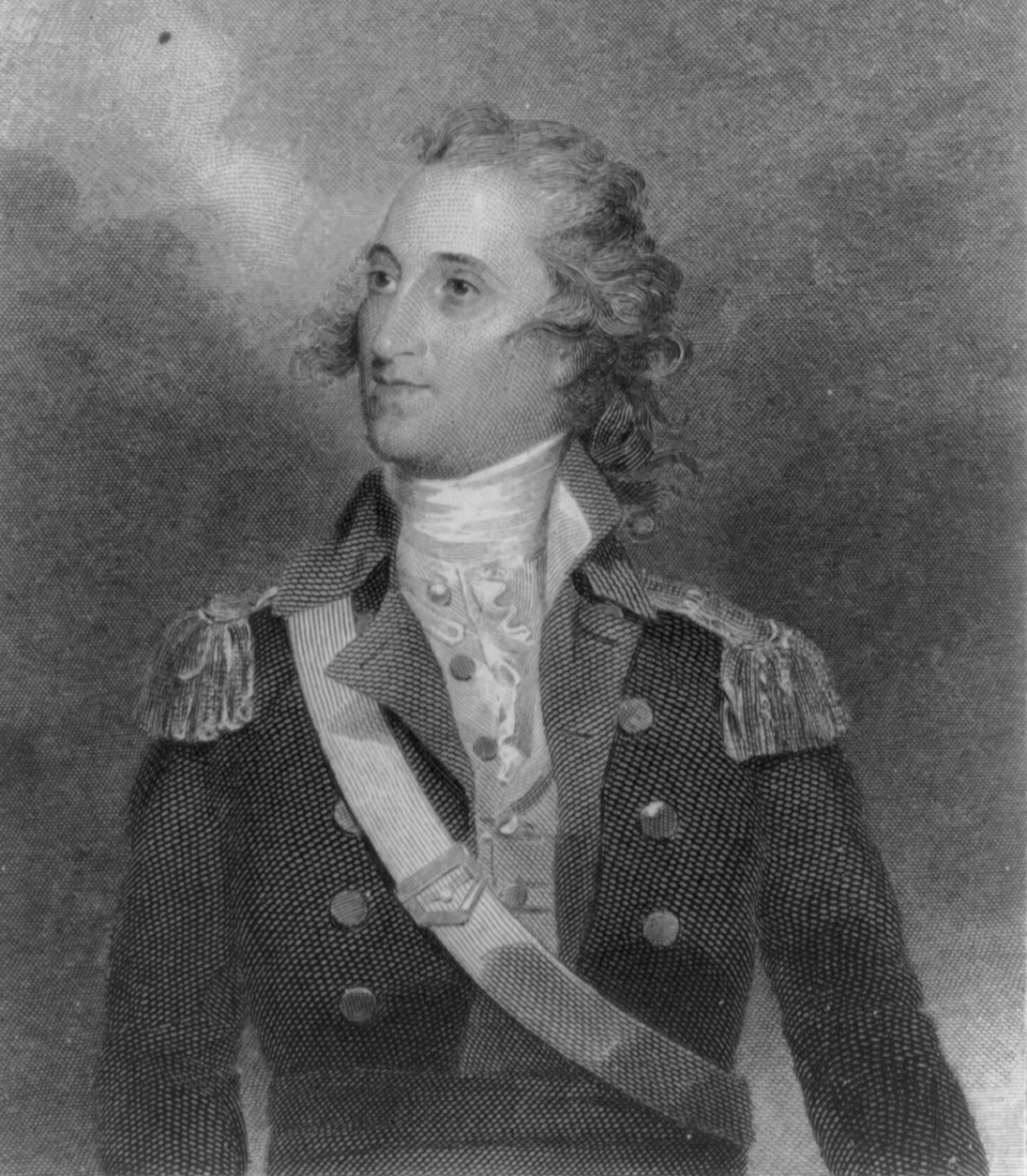
Thomas Pinckney (1792–1796)
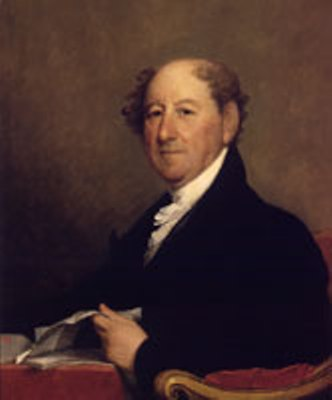
Rufus King (1797–1803)
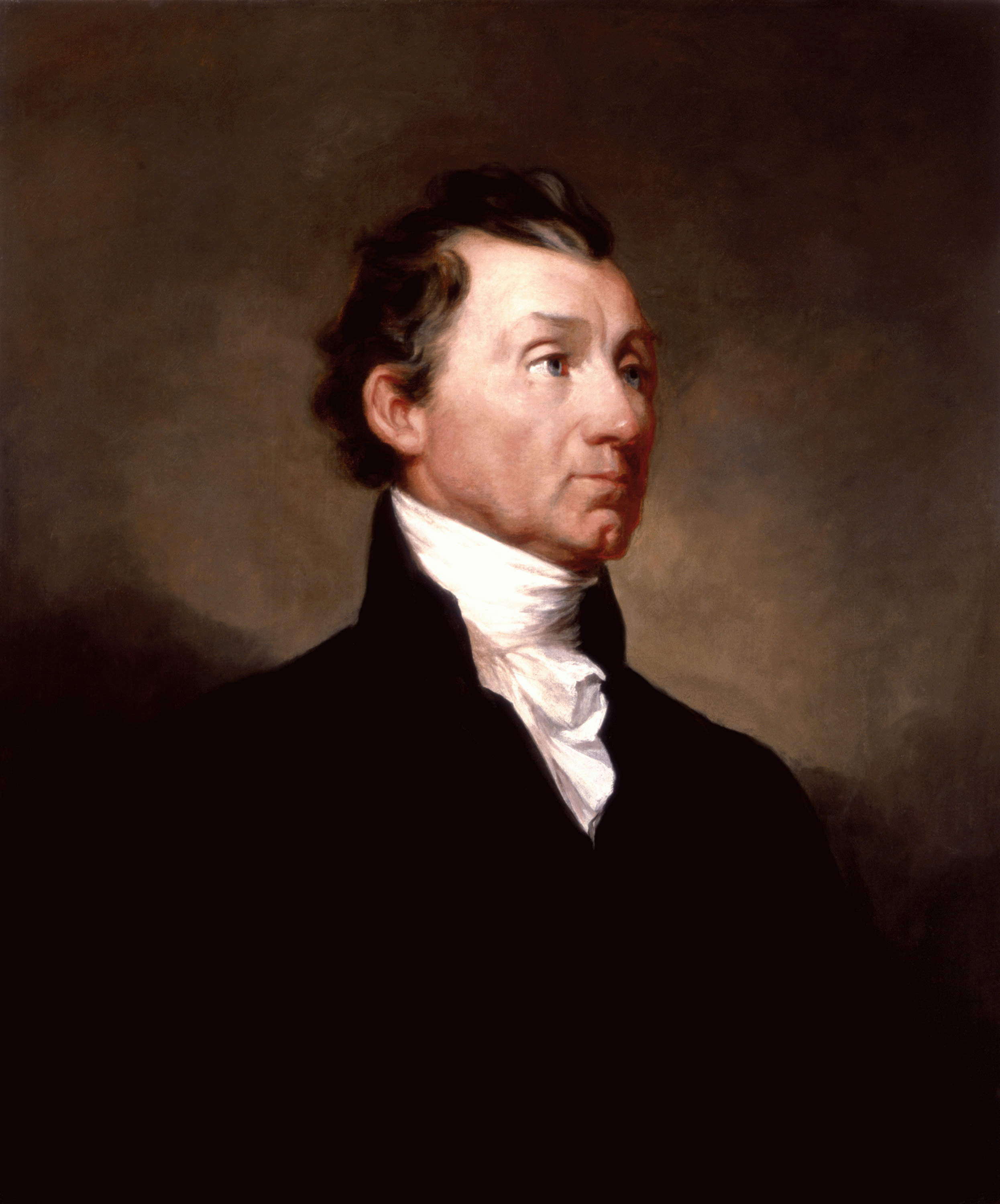
James Monroe (1803–1807)
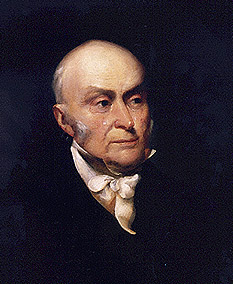
John Quincy Adams (1815–1817)
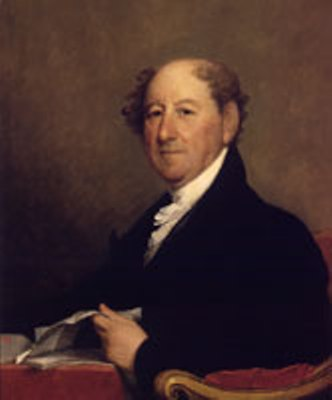
Rufus King (1825–1826)
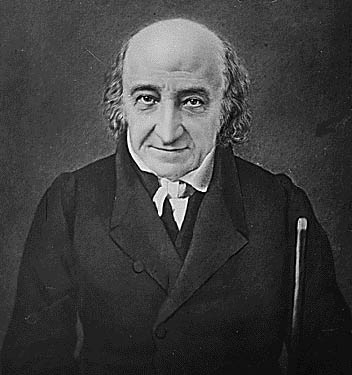
Albert Gallatin (1826–1827)
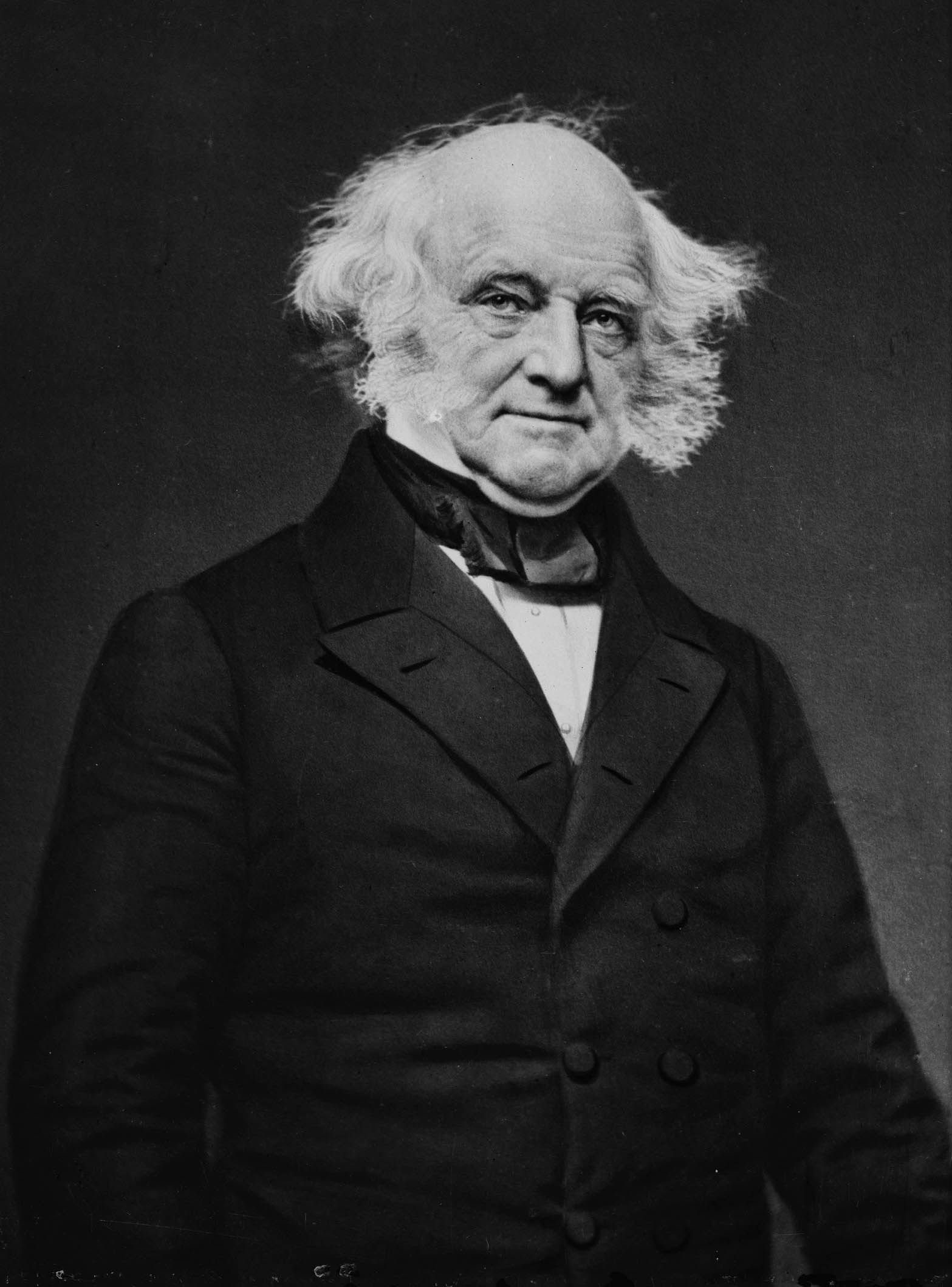
Martin Van Buren (1831–1832)

## XVIII wiek
- 1785–1788 John Adams
- 1792–1796 Thomas Pinckney
- 1796–1803 Rufus King

## XIX wiek
- 1803–1807 James Monroe
- 1808–1811 William Pinkney
- 1812–1815 Jonathan Russell (chargé d’affaires)
- 1815–1817 John Quincy Adams
- 1818–1825 Richard Rush
- 1825–1826 Rufus King
- 1826–1827 Albert Gallatin
- 1828–1829 James Barbour
- 1829–1831 Louis McLane
- 1831–1832 Martin Van Buren
- 1832–1836 Aaron Vail (chargé d’affaires)
- Andrew Stevenson 1836–1841
- Edward Everett 1841–1845
- Louis McLane 1845–1846
- George Bancroft 1846–1849
- Abbott Lawrence 1849–1852
- Joseph R. Ingersoll 1852–1853
- James Buchanan 1853–1856
- George Dallas 1856–1861
- Charles Francis Adams Starszy 1861–1868
- Reverdy Johnson 1868–1869
- John Lothrop Motley 1869–1870
- Robert Schenck 1871–1876
- Edwards Pierrepont 1876–1877
- John Welsh 1877–1879
- James Russell Lowell 1880–1885
- Edward John Phelps 1885–1889
- Robert T. Lincoln 1889–1893
- Thomas F. Bayard 1893–1897
- John Hay 1897–1898
- Joseph Choate 1899–1905

## XX wiek
- Whitelaw Reid 1905–1912
- Walter Hines Page 1913–1918
- John Davis 1918–1921
- George Brinton McClellan Harvey 1921–1923
- Frank B. Kellogg 1924–1925
- Alanson B. Houghton 1925–1929
- Charles G. Dawes 1929–1931
- Andrew Mellon 1932–1933
- Robert Worth Bingham 1933–1937
- Joseph P. Kennedy 1938–1940
- John G. Winant 1941–1946
- W. Averell Harriman 1946
- Lewis W. Douglas 1947–1950
- Walter S. Gifford 1950–1953
- Winthrop W. Aldrich 1953–1957
- John Hay Whitney 1957–1961
- David K.E. Bruce 1961–1969
- Walter H. Annenberg 1969–1974
- Elliot L. Richardson 1975–1976
- Anne Legendre Armstrong 1976–1977
- Kingman Brewster Junior 1977–1981
- John J. Louis Junior 1981–1983
- Charles H. Price II 1983–1989
- Henry E. Catto Junior 1989–1991
- Raymond G.H. Seitz 1991–1994
- William J. Crowe Junior 1994–1997

## XXI wiek
- Philip Lader 1997–2001
- William Farish III 2001–2004
- Robert H. Tuttle 2005–2009
- Louis Susman 2009–2013
- Matthew Barzun 2013–2017
- Woody Johnson od 2017